# Dammsjön, Jämtland
Dammsjön är en sjö i Åre kommun i Jämtland och ingår i Indalsälvens huvudavrinningsområde. Sjön har en area på 0,339 kvadratkilometer och ligger 615,6 meter över havet. Sjön avvattnas av vattendraget Sågbäcken.

## Delavrinningsområde
Dammsjön ingår i det delavrinningsområde (705935-135368) som SMHI kallar för Utloppet av Dammsjön. Medelhöjden är 642 meter över havet och ytan är 1,98 kvadratkilometer. Det finns inga avrinningsområden uppströms utan avrinningsområdet är högsta punkten. Sågbäcken som avvattnar avrinningsområdet har biflödesordning 2, vilket innebär att vattnet flödar genom totalt 2 vattendrag innan det når havet efter 337 kilometer. Avrinningsområdet består mestadels av skog (52 procent) och kalfjäll (27 procent). Avrinningsområdet har 0,34 kvadratkilometer vattenytor vilket ger det en sjöprocent på 17,4 procent.